# Lateralus
Lateralus is het derde album van de Amerikaanse rock- en metalband Tool.

## Tracklist
1. The Grudge – 8:36
2. Eon Blue Apocalypse – 1:04
3. The Patient – 7:13
4. Mantra – 1:12
5. Schism – 6:47
6. Parabol – 3:04
7. Parabola – 6:03
8. Ticks & Leeches – 8:10
9. Lateralus – 9:24
10. Disposition – 4:46
11. Reflection – 11:07
12. Triad – 8:46 (stopt op 6:37, gevolgd door twee minuten stilte)
13. Faaip De Oiad – 2:39

## Singles
- Schism

- Parabol/Parabola

- Lateralus